# Z masa a kostí (Star Trek: Vesmírná loď Voyager)
Z masa a kostí (v anglickém originále In the Flesh) je čtvrtá epizoda páté sezóny seriálu Star Trek: Vesmírná loď Voyager.
Jedná se o poslední ze čtveřice epizod, ve kterých vystupuje mimozemský druh 8472; předchozí jsou Škorpion I a II a Kořist. V této čtvrté epizodě se výrazně změní názory posádky na povahu a úmysly tohoto druhu.

## Děj
Voyager zachytí signály Hvězdné flotily. Letí je prozkoumat a objeví kosmickou stanici s dokonalou napodobeninou základny Hvězdná flotily na Zemi v San Franciscu. Je zde mnoho kadetů a důstojníků, kteří vypadají jako lidé, Klingoni, Vulkánci a další rasy z Kvadrantu Alfa.
Chakotay a Tuvok se tam vypraví. Chakotay se dá do řeči s Valerií Archerovou, která se zmíní, že je pro ni nepříjemné zůstávat v lidské podobě. Když se oba důstojníci vrací na Voyager, zajmou jednoho člena ostrahy a vezmou jej s sebou.
Kapitán Janewayová zajatce vyslýchá; ač s ním zachází slušně, spáchá sebevraždu. Doktor pak odhalí, že se jedná o příslušníka druhu 8472, který považují za rasu mimořádně nebezpečných agresorů s úmyslem vyhladit život z celé galaxie.
Posádka Voyageru předpokládá, že tento druh plánuje infiltraci nebo invazi na Zemi. Kapitán připravuje zásoby nanosond, které se proti nim osvědčily, a Chakotay se uvolí znovu jít na jejich základnu, aby dodržel dohodnutou schůzku s „Valerií“. Na této schůzce jsou k sobě přitahováni a políbí se.
Ve skutečnosti to však Valerie udělala proto, aby potvrdila své podezření: Chakotay je opravdový člověk, nikoli účastník tohoto výcviku v napodobování lidského chování. Chakotay je ihned zajat a vyslýchán a Voyager jej letí zachránit.
Velitel mimozemšťanů má podobu zahradníka Boothbyho. První komunikace mezi ním a Janewayovou je plná nepřátelství; přesto se dohodnou, že „Boothby“ přijde na Voyager vyjednávat s „Valerií“ a se svým pobočníkem „Bullockem“. Při jednání každá ze stran tvrdí, že si konflikt nepřeje a že minulé útoky byly pouze nutnou obranou proti agresi toho druhého. Posádka Voyageru se dozví, že druh 8472 napadl Borgy a s nimi i Voyager teprve poté, co Borgové napadli je v jejich domovském „tekutém prostoru“. I přes toto vysvětlení jsou obě strany plné nedůvěry a obviňování. „Boothby“ považuje lidi za agresívní a barbarskou rasu, která chce jen dobývat a nedodržuje ani vlastní pravidla. Je přesvědčen, že Federace na ně chystá útok.
Jednání tedy končí patem. V tu chvíli se Janewayová rozhodne deaktivovat zbraně Voyageru se slovy „Jeden z nás musí dát prst ze spouště.“ Mimozemšťanům teď nic nebrání Voyager zničit. To přesvědčí „Valerii“ a ta lidem vysvětlí, že jejich příprava na infiltraci vedení Flotily má pouze průzkumný charakter, aby včas odhalili případný útok ze strany Federace. „Bullock“ naopak naléhá na „Boothbyho“, že lidem se nedá věřit.
„Boothby“ kapitánovi nakonec uvěří. Řekne, že se pokusí přesvědčit své nadřízené, ale nemůže ručit za výsledek. Jednání končí smírem.